# تیما توریوا
تیما توریوا (روسی: Ти́ма Будзи́евна Тури́ева؛ زادهٔ ۲۲ ژوئن ۱۹۹۲) وزنه‌بردار اهل روسیه است.